# Lyons (Indiana)
Lyons es un pueblo ubicado en el condado de Greene en el estado estadounidense de Indiana. En el Censo de 2010 tenía una población de 742 habitantes y una densidad poblacional de 330,82 personas por km².

## Geografía
Lyons se encuentra ubicado en las coordenadas 38°59′17″N 87°4′53″O / 38.98806, -87.08139. Según la Oficina del Censo de los Estados Unidos, Lyons tiene una superficie total de 2.24 km², de la cual 2.24 km² corresponden a tierra firme y (0%) 0 km² es agua.

## Demografía
Según el censo de 2010, había 742 personas residiendo en Lyons. La densidad de población era de 330,82 hab./km². De los 742 habitantes, Lyons estaba compuesto por el 98.11% blancos, el 0.13% eran afroamericanos, el 0.54% eran amerindios, el 0.27% eran asiáticos, el 0% eran isleños del Pacífico, el 0.13% eran de otras razas y el 0.81% pertenecían a dos o más razas. Del total de la población el 1.48% eran hispanos o latinos de cualquier raza.